# Acyrtus
Acyrtus – rodzaj ryb z rodziny grotnikowatych (Gobiesocidae).

## Klasyfikacja
Gatunki zaliczane do tego rodzaju:
- Acyrtus artius
- Acyrtus pauciradiatus
- Acyrtus rubiginosus